# Brest (tỉnh)
Brest (tiếng Belarus: Брэ́сцкая во́бласць (Bresckaja vobłasć)) là một tỉnh (voblast) ở tây nam Belarus. Tỉnh lỵ là thành phố Brest.
Voblast Brest được chia thành 16 huyện (raion). Các huyện này lại chia thành 225 hội đồng nông thôn (selsoviet), 20 thành phố, 5 đô thị thành phố, 9 thị trấn và 2178 làng.
Thành phố Brest là thành phố lớn nhất tỉnh. Các thành phố lớn khác là Baranavichy và Pinsk.
Voblast Brest giáp với voblast Grodno ở phía bắc, voblast Minsk và voblast Gomel ở phía đông. Ở phía tây, tỉnh giáp với các tỉnh (voiveship) Podlasie và Lublin của Ba Lan. Ở phía nam, giáp với các tỉnh (oblast) Volyn và Rivne của Ukraina.
Voblast Brest từng thuộc Ba Lan sau khi Liên Xô thua trong chiến tranh Ba Lan - Liên Xô và trở về Belarus sau khi Ba Lan thua trong cuộc chiến Liên Xô tấn công Ba Lan (năm 1939).
Chế biến thực phẩm là một ngành kinh tế quan trọng của tỉnh Brest.
1. ↑  "Sub-national HDI - Area Database - Global Data Lab". hdi.globaldatalab.org (bằng tiếng Anh). Truy cập ngày 13 tháng 9 năm 2018.